# Buzdjakskij rajon
Il Buzdjakskij rajon (in russo Буздякский район?) è un municipal'nyj rajon della Repubblica della Baschiria, nella Russia europea.